# Johann Strauss, le roi sans couronne
Pour plus de détails, voir Fiche technique et Distribution.
Johann Strauss, le roi sans couronne (Johann Strauß – Der König ohne Krone) est un film biographique austro-est-allemand réalisé par Franz Antel sur la vie de Johann Strauss fils. Le film est sorti en Allemagne, en Autriche et en France en 1987.

## Fiche technique
- Titre original : Johann Strauß – Der König ohne Krone ou Johann Strauß – Der ungekrönte König
- Titre français : Johann Strauss, le roi sans couronne[2]
- Réalisateur : Franz Antel
- Scénario : Frederic Morton (de)
- Photographie : Hanns Matula
- Montage : Michael Lewin, Harald N. Scholz
- Musique : Johann Strauss père
- Producteurs : Franz Antel
- Sociétés de production : Deutsche Film AG, Johann Strauß Film
- Pays de production :  Allemagne de l'Est,  Autriche
- Langue de tournage : allemand
- Format : Couleur Eastmancolor - 1,85:1 - Son stéréo Dolby - 35 mm
- Durée : 120 minutes (2h00)
- Genre : Drame
- Dates de sortie :
  - Allemagne de l'Est : 19 mars 1987 (avant-première au Kosmos) ; 17 avril 1987 dans les salles
  - Autriche : 20 mars 1987
  - Allemagne de l'Ouest : 9 avril 1987
  - France : 28 octobre 1987[2]

## Distribution
- Oliver Tobias : Johann Strauss fils
- Mary Crosby : Adele Deutsch, la troisième épouse de Johann
- Audrey Landers : Angelika Dittrich, dite Lily, la deuxième épouse de Johann
- Karin Dor : Jetty Treffz (de), la première épouse de Johann
- Mathieu Carrière : Eduard Strauss, le frère de Johann
- John Phillip Law : Maximilian Steiner
- Hugh Futcher : Steidl
- Dagmar Koller (de) : Marie Geistinger
- Mike Marshall : Eduard Hanslick
- Rolf Hoppe : Duc Ernest II de Saxe-Cobourg et Gotha
- Zsa Zsa Gabor : Tante Baronne Amelie
- Philippe Nicaud : Jacques Offenbach
- Dorit Gäbler (de) : Pauline von Metternich
- Volkmar Kleinert (de) : Général Abrahamowicz
- Erich Padalewski
- Marijam Agischewa
- Mijou Kovacs